# Kosoń
Kosoń (ukr. Косонь, węg. Mezőkaszony) – wieś na Ukrainie w rejonie berehowskim obwodu zakarpackiego. W miejscowości znajduje się przejście graniczne Kosoń-Barabás z Węgrami.